# S&K-Gruppe
Die S&K-Gruppe umfasste mehrere Unternehmen der Immobilienbranche, die am Grauen Kapitalmarkt aktiv waren. Im Februar 2013 wurden die Geschäftsführer und im weiteren Verlauf sechs Mitarbeiter wegen banden- und gewerbsmäßigem Betrugsverdachts festgenommen. Die Dauer der anschließenden Untersuchungshaft wurde wegen bestehender Fluchtgefahr für Schäfer, Köller und vier weitere Angeklagte mehrfach verlängert. Im September 2015 begann vor dem Frankfurter Landgericht der Prozess mit dem Verlesen der Anklageschrift; der Betrugsschaden soll etwa 240 Millionen Euro betragen. Am 29. März 2017 wurden Schäfer und Köller vom Landgericht Frankfurt am Main zu jeweils achteinhalb Jahren Haft verurteilt.

## Geschichte
Die Wurzeln der S&K-Gruppe liegen im Jahr 2000. Gründer waren Stephan Christoph Schäfer (* 29. Mai 1979) und Jonas Köller (* 29. Juni 1981). Ziel war es, Immobilien bei Zwangsversteigerungen unter dem Verkehrswert zu ersteigern und Mehrfamilienhäuser in einzelne Eigentumswohnungen aufzuteilen. Zwischen Dezember 2005 und April 2009 wurden 290 Immobilien zu einem Preis von 15,6 Millionen Euro erworben. Bis Mai 2009 wurden davon 208 wieder verkauft, wobei den Erwerbskosten von 11 Millionen Euro ein Erlös von 25,6 Millionen Euro gegenüberstand. Die Haltedauer betrug durchschnittlich weniger als ein halbes Jahr.
2007 wurden in Zusammenarbeit mit einem Immobilienfonds aus Zwangsversteigerungen Liegenschaften im Wert von über 110 Millionen Euro erworben. 2009 wurde zum ersten Mal mit dem S&K Real Estate Value Added ein geschlossener Fonds aufgelegt. 2012 erfolgte die Auflage „Deutsche S&K Sachwerte 2“ mit einem Volumen von 30 Millionen Euro.
Ende 2011 wurde die Private-Equity-Firma Midas übernommen. Die Midas wurde im Jahr 2000 gegründet und legte sechs Fonds mit einem Gesamtvolumen von über 100 Millionen Euro auf, mit denen deutsche mittelständische Unternehmen finanziert wurden. Jonas Köller setzte seinen Vertrauten Marc-Christian Schraut als neuen Geschäftsführer ein. In der Folge erwarben die Midas-Fonds S&K-Immobilien zu Höchstpreisen.
Im Januar 2012 stieß Daniel Fritsch zur S&K-Gruppe. Gemeinsam mit dem Rechtsanwalt Gero Kollmer und dem Steuerberater Frank Schöcke versuchte er, den Schwerpunkt der Gruppe nach Regensburg zu verlagern.

### Betrugsverdacht und Prozess
Am 5. Juni 2012 kam es zu einer Durchsuchung der Erlenbacher Privatvilla von Jonas Köller und des S&K-Geschäftssitzes in Frankfurt am Main im Rahmen von Ermittlungen wegen Titelmissbrauchs. Kurze Zeit später wurden erste Beschuldigungen zur Nutzung eines Schneeballsystems laut. Am 19. Februar 2013 wurden von 1200 Ermittlern 130 Durchsuchungen durchgeführt. Stephan Schäfer, Jonas Köller, der Architekt Bernd Zimmermann sowie die Aufsichtsräte Hauke Bruhn und Thomas G. wurden festgenommen.  Aus dieser Gruppe wurde ein 71-Jähriger am 23. Dezember 2013 gegen Kaution und Auflagen auf freien Fuß gesetzt. Das OLG Frankfurt sah dringenden Tatverdacht für gewerbs- und bandenmäßigen Betrug bzw. Beihilfe dazu, schwere Untreue bzw. der Anstiftung zur Untreue. Wegen Fluchtgefahr (bis zu zehn Jahre Haft sind zu erwarten) wurde die Untersuchungshaft für sechs Angeklagte mehrfach verlängert, zuletzt bis Februar 2015. Es wurde weiterhin gegen an den Geschäften der S&K beteiligte Anwälte, Notare, Steuerberater, Gutachter und in der Summe 140 Verdächtige ermittelt.
Am 27. September 2013 sprang der sich in Untersuchungshaft befindende Stephan Schäfer in einem Fluchtversuch vor Prozessbeginn aus dem Fenster des Frankfurter Landgerichtes und verletzte sich schwer.
Das Vermögen von Stephan Schäfer, Jonas Köller, Marc-Christian Schraut und Thomas G. bei Banken und dem Land Hessen wurde am 10. September 2013 gepfändet, per Arrestbeschluss vom 22. August 2014 durften sie nicht mehr über ihr gesamtes Vermögen verfügen. Der Beschluss des OLG Köln vom 6. August 2014, Az. 37 O 233/14 wurde folgendermaßen begründet: „Durch die rückhaltlose Verschwendung von Gütern haben die S&K-Verantwortlichen deutlich erkennen lassen, dass sie nicht gewillt sind, den Belangen der Kapitalanleger auch nur ansatzweise Rechnung zu tragen.“ Der Schaden durch das vermutete Schneeballsystem wurde auf 111 Millionen Euro geschätzt. Insgesamt ging die Staatsanwaltschaft von 11.000 Betrugsopfern und weiteren zehntausenden Geschädigten über Fondsbeteiligungen sowie mindestens 240 Millionen Euro Schaden aus.

„Diese 240 Millionen, die wir hier als Schaden haben, sind ja nur pars pro toto. Es ist sicherlich von einem viel größeren Gesamtschaden auszugehen.“

 Die Anklageschrift gegen die sieben mutmaßlichen Haupttäter umfasste über 3000 Seiten. Der Prozess begann am 24. September 2015 vor dem Landgericht Frankfurt am Main und endete am 29. März 2017 mit der Verurteilung zu achteinhalb Jahren Haft für Schäfer und Köller. Aufgrund der langen Untersuchungshaft von mehr als vier Jahren kamen sie vorläufig frei. Zunächst wurde angenommen, dass der Prozess mindestens bis in die zweite Jahreshälfte 2017 andauern würde. Grund für die Verkürzung war unter anderem die „Einstellung der Betrugsvorwürfe gegen vier der fünf Angeklagten“, die stattdessen wegen Untreue (§ 266 statt § 263 StGB) verurteilt wurden.
In einem wegen seines schlechten Gesundheitszustandes abgetrennten Verfahren wurde Hauke Bruhn am 5. Dezember 2016 zunächst zu fünf Jahren und drei Monaten Freiheitsstrafe verurteilt. Er ging jedoch in Revision und wurde deshalb am 6. Dezember 2016 aus der Untersuchungshaft entlassen. Die Revision war erfolgreich. Im Juni 2020 wurde Bruhn nach der Aufhebung des ersten Urteils erneut vom Landgericht verurteilt, diesmal zu einer Freiheitsstrafe von fünf Jahren.
Die Revisionen der Angeklagten Schraut und Köller gegen das Urteil wurden durch den 2. Strafsenat des Bundesgerichtshofs durch Beschluss vom 20. August 2019 verworfen. Das Urteil ist damit gegen beide Angeklagten rechtskräftig.

## Aufbau der Gruppe
Die S&K Holding GmbH war Muttergesellschaft der S&K Real Estate Value GmbH (Muttergesellschaft der S&K REO IV GmbH), der S&K Sachwert AG, der S&K Asset Management GmbH, der S&K Assets GmbH und der Deutsche S&K Sachwert AG. Letztere war wiederum Muttergesellschaft der Deutsche S&K Sachwert Nr. 2 GmbH. Über geschlossene Fonds wurden den letzten beiden genannten Gesellschaften Kredite von Privatanlegern zur Verfügung gestellt. Weitere Tochtergesellschaften der Deutsche S&K Sachwert AG waren die SKG Marketing GmbH, S&K REO V GmbH (Muttergesellschaft der Industrie- und Innovationspark Rheinhessen GmbH) und die S&K Gerbermühle GmbH & Co. KG.

### Verschränkungen mit Privatbesitz
Die Familie von Jonas Köller hält die Anteile an der Köller Vermögensverwaltung GmbH. Diese Gesellschaft hält folgende Beteiligungen:
- Klingenberger Straße 41 Projekt GmbH (99,6 %): Diese Gesellschaft wurde für den Erwerb und die Verwaltung der Liegenschaft Klingenberger Straße 41 in 63906 Erlenbach ursprünglich unter dem Namen Klingenberger Str. 41 Playboy Mansion GmbH gegründet. 0,4 % hält Lukas Köller.
- Gerbermühle Objekt GmbH (49,8 %). Diese Gesellschaft ist Eigentümerin des Hotels Gerbermühle und wurde ursprünglich unter dem Namen Sachwertica II GmbH gegründet. Weitere Eigentümer sind Agnes Ehlen (49,8 %) und Werner Kindermann (0,4 %).
- Sachwertica III GmbH
- Sachwertica IV GmbH

Lukas Köller hält darüber hinaus 50 % an der Sachwertica GmbH, 100 % an der Sachwertkonzepte GmbH und 50 % an der Real Value Trade GmbH.

## Angebotene Beteiligungen

### S&K Real Estate Value Added Fondsgesellschaft GmbH & Co. KG
Die Fondsgesellschaft investierte in die S&K Real Estate Value Added GmbH, die wiederum über Tochtergesellschaften in ein bundesweites Immobilienportfolio investiert. Von Oktober 2008 bis Dezember 2009 konnten sich Anleger am Fonds beteiligen. In dieser Zeit konnten 34,497 Millionen Euro eingeworben werden.
Zum 31. Dezember 2010 bestanden Beteiligungen an der Real Estate Value Added Rendite GmbH und der Breidert City Center Verwaltungs GmbH. Für die Akquisition, den Erwerb, die Entwicklung und die Veräußerung ist die S&K Real Estate GmbH zuständig, die eine gemeinsame Tochter der Casa Art Consulting GmbH und der S&K Rhein Main Investment und Immobilien GmbH ist.
- Real Estate Value Added Rendite GmbH: Hält eine Beteiligung an der S&K REO III GmbH.[31]

### Deutsche S&K Sachwerte GmbH & Co. KG
Die Fondsgesellschaft gewährte der Deutsche S&K Sachwert AG ein Darlehen in Höhe des gesamten eingeworbenen Kommanditkapitals. Ziel war es 30 Millionen Euro einzuwerben. Die Laufzeit war bis 2023 geplant. Der Vertrieb erfolgte von Juni 2010 bis Dezember 2011. Bereits im Oktober 2011 konnte das ursprünglich geplante Volumen erreicht werden.

### Deutsche S&K Sachwerte Nr. 2 GmbH & Co. KG
Die Fondsgesellschaft gewährte der Deutsche S&K Sachwert Nr. 2 GmbH ein Darlehen in Höhe des gesamten eingeworbenen Kommanditkapitals. Eine Zielsumme wurde dabei nicht festgelegt. Das Darlehen wurde bis Ende 2016 gewährt, kann aber zwei Mal um jeweils ein Jahr verlängert werden.